# Astrid Saalbach
Astrid Saalbach (født 29. november 1955 og døbt Gitte Astrid Saalbach Andersen) er en dansk dramatiker og forfatter, oversat til omkring 20 sprog, og opført eller udgivet i mange lande i og udenfor Europa, blandt andet Italien, Frankrig, Japan, Kina, Canada og USA.
Astrid Saalbach blev efter studentereksamen uddannet som skuespiller fra Statens Teaterskole i 1978. Hun fik debut som dramatiker med radiospillet Spor i sandet i 1981, som blev fulgt op af flere høre- og tv-spil. Debut som forfatter i 1985 med novellesamlingen Månens ansigt. Debut som teaterdramatiker med skuespillet Den usynlige by i 1986. 
Hun fortsatte med at skrive inden for flere genrer, og i perioden 1992-94 var hun tilknyttet Århus Teater som husdramatiker. Hun er blevet en af sin generations mest anerkendte dramatikere og har modtaget mange hædersbevisninger. Ved siden af skribentvirksomheden har hun i en periode været medredaktør ved tidsskriftet Kritik, lige som hun i en lang periode var medlem af bestyrelsen i Danske Dramatikeres Forbund. Medlem af Det Danske Akademi fra 2011.
Hun er gift med musikeren Jens Kaas, med hvem hun har to børn.
Astrid Saalbachs skuespil findes bevaret i Dramatisk Bibliotek på Det Kongelige Bibliotek.

## Priser og hædersbevisninger
Saalbach har modtaget adskillige hædersbevisninger, herunder:
- 1983: Nordisk Radiospilpris
- 1987: Kjeld Abell-prisen
- 1996: Holberg-medaljen
- 1999: Henri Nathansens mindelegat
- 2004: Reumert-prisen for bedste skuespil
- 2004: Den Nordiske Dramatikerpris
- 2011: Optagelse i Det Danske Akademi
- 2012: Dan Turell Medaljen
- 2013: Søren Gyldendals Rejselegat